# مكتبة المحمودية (القاهرة)
تأسست مكتبة المحمودية ، المعروفة أيضًا باسم مكتبة المدرسة المحمودية، في القاهرة ، مصر ، في عام 1394-1395م (797 هـ).. كانت أكبر مكتبة مدرسية في سلطنة المماليك ( مصر حاليًا) وسوريا ، حيث اجتذبت علماء بارزين بمجموعتها النادرة والمذهلة من الكتب.    

## تاريخ
أسس المكتبة جمال الدين الأستاذ ، الذي أهدى الكتاب ضمن إجراءاته لحماية ممتلكاته وثروته من المصادرة من قبل السلطات.. وقد تم تحديد الشروط الأصلية للوقف ووظائف الموظفين في مدرسة المحمودية ومكتبتها في وثيقة وقف مفقودة الآن. 